# Куре (атол)

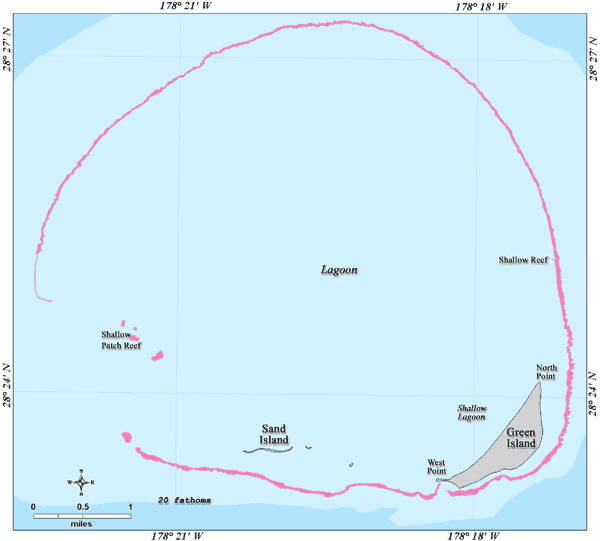
Мапа Атол Куре

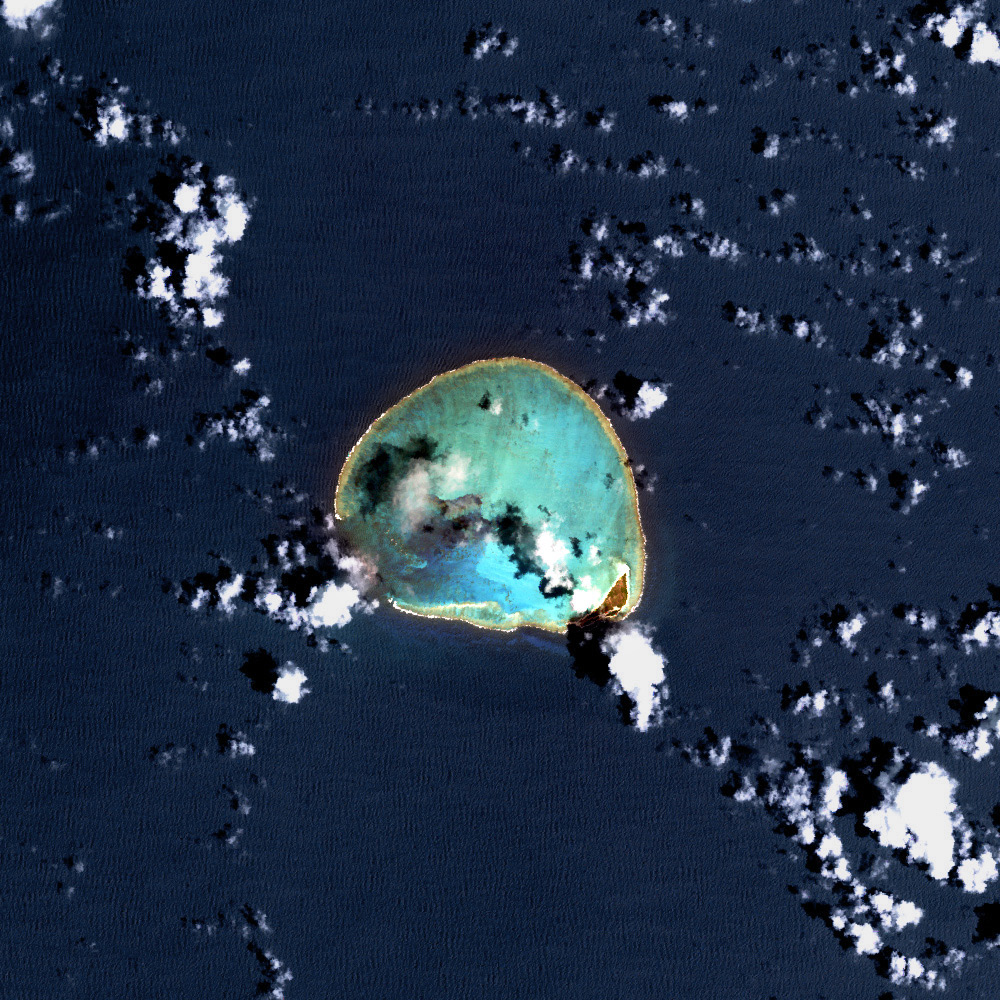
Атол Куре. Супутниковий знімок.

Атол Куре або Океанський острів (англ. Kure Atoll or Ocean Island; мовою гавайців Мокупайпапа «Mokupāpapa») — кораловий атол у Тихому океані, належить до Гавайських островів.
Куре є найпівнічнішим кораловим атолом на Землі — розташований за 91 км на північ-захід від атола Мідвей.
Острів Грін («Зелений Острів»; англ. Green Island) має площу приблизно 0,862 км². Це найбільший острівець у рифі. Площа рифів приблизно 300 км².